# Левобережный (остановочный пункт)
Левобережный — бывший остановочный пункт (разъезд) в составе Омского отделения Западно-Сибирской железной дороги.
На 2019 год тупиковая непассажирская станция.
Официально находится в Омском районе Омской области, на территории Богословского сельского поселения, фактически — в г. Омск. Для обслуживания путевого хозяйства возник населённый пункт железнодорожников Левобережный.